# 강진면
강진면(江津面)은 전북특별자치도 임실군에 위치한 면이다.

## 행정 구역
- 백련리
- 부흥리
- 갈담리
- 회진리
- 용수리
- 옥정리
- 문방리
- 필봉리
- 학석리
- 방현리

## 교육
- 갈담초등학교 (갈담리)
  - 옥정분교 (폐교) - 강진면 문방2길 25 (옥정리)
- 섬진중학교 (회진리)
- 한국치즈과학고등학교 (갈담리)